# IQ Power
Die iQ Power AG ist eine Aktiengesellschaft mit Sitz im schweizerischen Zug. Das Unternehmen wurde am 20. Dezember 1994 in Kanada gegründet. Am 10. November 2004 wurde der rechtliche Sitz in die Schweiz, der Entwicklungs-, Produktions- und Vertriebssitz nach Deutschland verlegt. Seit Oktober 2006 ist die iQ Power AG im General Standard der Frankfurter Wertpapierbörse gelistet.
Ziel des Unternehmens ist die Entwicklung, Herstellung und der Vertrieb von Bleiakkumulatoren, hauptsächlich eingesetzt als Starterbatterie für Kraftfahrzeuge. Darüber hinaus plant das Unternehmen den Einstieg in das Geschäftsfeld Industriebatterien.
Wie in den Jahren seit Gründung der Gesellschaft finanzierte sich iQ Power überwiegend aus Kapitalmaßnahmen. So wurden in den Jahren 2007 bzw. 2008 Umsätze in der Höhe von 31.000 Euro bzw. 53.000 Euro erzielt, der Ausgaben von 6,8 Millionen Euro bzw. 7,3 Millionen Euro gegenüberstanden. Mit 2,9 Millionen Euro bzw. 2,3 Millionen Euro bildeten die Vergütungen an den Verwaltungsrat und die Geschäftsleitung den größten Aufwandsposten. Für Forschung und Entwicklung wurden knapp 1,4 Millionen Euro bzw. 1,2 Millionen Euro aufgewendet.
Die Tätigkeit der Gesellschaft wurde von einschlägiger Seite kritisch kommentiert, vor allem von der ARD-Börse musste sie harsche Kritik hinnehmen. Die Zweifel und offenen Fragen konnte das Unternehmen nicht ausräumen bzw. beantworten. Der entstandene Vertrauensverlust zeigte sich im Absturz der Aktie von rund achtzig Prozent innerhalb von sechs Monaten bis zum 3. März 2009, womit der Marktwert bei zirka acht Millionen Euro lag.
Am 4. März 2009 wurde mangels Finanzierung der Gesellschaft beim Amtsgericht in Zug Konkurs angemeldet. Das Konkursverfahren wurde am 29. Mai 2009 nach Vorliegen von Verzichtserklärungen sämtlicher Gläubiger widerrufen.
Nach Aufhebung der Insolvenz wurde eine Kapitalerhöhung unter Ausschluss des Bezugsrechts der Aktionäre im Umfang von dreizehn Millionen Euro durchgeführt, dank der iQ Power das Geschäft neu ausrichten konnte. Inzwischen wurden Kooperationsabkommen zur Produktion der Batterien sowie zum Vertrieb derselben geschlossen. Das Unternehmen erwirtschaftete 2010 einen Umsatz von 9,284 Millionen Euro und beschäftigte per Jahresende 21 Mitarbeiter. 2011 erwirtschaftete iQ Power einen Umsatz in Höhe von 10,841 Millionen Euro, der Gewinn von Steuern betrug −10,849 Millionen Euro. IQ Power schloss 2012 mit dem brasilianischen Batteriehersteller Moura ein Lizenz- und Entwicklungsabkommen, um gemeinsam sogenannte EFB Starterbatterien zu entwickeln.